# Монарх-великодзьоб
Монарх-великодзьоб (Clytorhynchus) — рід горобцеподібних птахів родини монархових (Monarchidae). Представники цього роду мешкають в Меланезії і Західній Полінезії.

## Опис
Монархи-великодзьоби досягають довжини 18-21 см і ваги 24,5-30 г. Вони живляться переважно комахами і використовують свої великі дзьоби для того. щоб шукати здобич серед мертвої деревини і листя, що є незвичним способом живлення для монархових. Також монархи-великодзьоби живляться плодами і дрібними ящірками.

## Види
Виділяють п'ять видів:
- Монарх-великодзьоб південний (Clytorhynchus pachycephaloides)
- Монарх-великодзьоб рудобокий (Clytorhynchus vitiensis)
- Монарх-великодзьоб чорногорлий (Clytorhynchus nigrogularis)
- Монарх-великодзьоб санта-крузький (Clytorhynchus sanctaecrucis)[5][6]
- Монарх-великодзьоб ренельський (Clytorhynchus hamlini)

## Етимологія
Наукова назва роду Clytorhynchus походить від сполучення слів дав.-гр. κλυτος — розкішний, μυιας — літати і ῥυγχος — дзьоб.